# Сив котешки присмехулник
Сив котешки присмехулник (Dumetella carolinensis) е вид птица от семейство Mimidae, единствен представител на род Котешки присмехулници (Dumetella).

## Разпространение и местообитание
Разпространен е в Барбадос, Бахамските острови, Белиз, Гватемала, Доминиканската република, Канада, Колумбия, Коста Рика, Куба, Малки далечни острови на САЩ, Мексико, Никарагуа, Панама, САЩ, Сен Пиер и Микелон, Търкс и Кайкос, Хаити, Хондурас и Ямайка.